# Martin Kaprálik
Martin Kaprálik (ur. 11 kwietnia 1976 w Bratysławie) – słowacki aktor.

## Życiorys
Studiował aktorstwo w bratysławskim konserwatorium. Jako aktor teatralny związał się z teatrem Nová scéna.
Jest także aktorem radiowym i dubbingowym. Użyczył głosu w ponad 150 filmach i 30 serialach.

## Filmografia
- 2009: V mene zákona (serial)
- 2008: Panelák (serial)
- 1997: Tu žijú levy